# Pomsár János
Pomsár János (Szombathely, 1931. december 29. – 2018. március 4.) magyar építész, városgazdász.

## Élete
Diplomájának megszerzése után a Budapesti Városépítési Tervező Vállalatnál működött. Nevéhez fűződnek a budapesti lakótelepi központok városépítési kialakításai (Kispest, Kőbánya). Tervei szerint épült a rákoskeresztúri krematórium (1964–1967), a XIV. Pitvar utcai OTP lakótelep (1965–1975), az V. Szép utca 2. szám alatti irodaház (1966–1968, Puskás Tamással közösen). Ybl-díjjal ismerték el munkásságát 1966-ban. Az 1970-es években tervet készített – Péterfia Borbálával közösen – a Magyar Szentföld-templom félbemaradt épülettömbjének befejezésére, az akkori levéltári funkciónak megfelelően, de ez a terve nem valósult meg.

## Díjai
- Reitter Ferenc-díj (1979)
- Ybl Miklós-díj (1966, 1985)